# Roly Paniagua
Rolando Paniagua Cabrera (Santa Cruz de la Sierra, 14 novembre 1966) è un ex calciatore boliviano, di ruolo attaccante.

## Biografia
Paniagua nacque da Guillermo Paniagua e Delicia Cabrera. Una volta ritiratosi, ha svolto altre attività legate al calcio, insegnando tale sport in istituti privati e pubblici. Ha tre figli, Alejandra, Ana Sofia e Roly.

## Caratteristiche tecniche
Attaccante, era solito giocare sulla fascia destra, in una posizione simile a quella dell'ala. I suoi punti di forza erano l'abilità tecnica e la rapidità, che andavano a sommarsi all'aggressività delle sue azioni offensive: per le sue caratteristiche è stato soprannominato el tiburón (lo squalo).

## Carriera

### Club
Nel 1979 entrò a far parte dell'Academia Tahuichi, la più importante scuola calcio boliviana: si mise in evidenza nelle competizioni internazionali giovanili, guadagnandosi l'inclusione nella selezione nazionale Under-20 – primo membro dell'Academia a raggiungere la Nazionale giovanile. Dopo il Campionato sudamericano di calcio Under-20 1983 passò al Blooming, allenato da Raúl Pino; con la nuova maglia debuttò sia in Liga del Fútbol Profesional Boliviano che in Coppa Libertadores. Trascorse la prima stagione come riserva di Fernando Revellez, mentre nel 1984 fu tra i principali fautori della vittoria in campionato del Blooming. Le prestazioni convinsero l'allenatore a concedergli la maglia da titolare fisso, e Paniagua rimase nell'undici iniziale del Blooming fino al 1989. Nel 1990 passò al Real Santa Cruz, nel 1991 all'Orcobol e nel 1992 tornò al Blooming, nelle cui file militò sino al 1994. Nel 1995, acquistato dal San José di Oruro, si riprese da un periodo di calo di forma, vincendo il campionato e risultando uno dei migliori marcatori della squadra. Nel 1996 tornò a giocare in Libertadores, e poco dopo fu ceduto all'Oriente Petrolero, allenato da Francisco Sá. Nel 1998 andò al Blooming, in prestito dal San José. Si ritirò poi nel 2001, dopo aver vestito ancora una volta i colori del San José..

### Nazionale
Fu convocato per la prima volta in Nazionale giovanile nel 1982, in seguito alla partecipazione al Mundialet, una competizione a cui aveva preso parte con l'Academia Tahuichi. Venne poi incluso nella lista per il Sudamericano Under-20 1983, che la Bolivia chiuse al quarto posto; nel 1985 ripeté l'esperienza nella manifestazione. Il 21 aprile 1985 fece il suo esordio in Nazionale maggiore, e prese parte alle qualificazioni al campionato mondiale di calcio 1986. Nito Veiga, commissario tecnico della Bolivia, decise di chiamare Paniagua per la Copa América 1987. Scelto come attaccante titolare a fianco di Álvaro Peña, scese in campo nei primi 78 minuti della partita di Rosario con il Paraguay. Contro la Colombia, il 1º luglio, fu espulso all'86º minuto. Nel 1989 gli fu assegnato il numero 10 della Nazionale che prese parte alla Coppa America in Brasile. Il CT Jorge Habegger lo schierò solo nell'incontro dell'8 luglio contro il Cile a Goiânia. In seguito, fu Dušan Drašković a riportarlo in Nazionale, facendogli giocare alcune partite delle qualificazioni al campionato mondiale di calcio 1998.

## Palmarès

### Club

#### Competizioni nazionali
- Campionato boliviano: 1

Blooming: 1984, 1998
San José: 1995